# Ельза (ураган, 2021)
Ураган «Ельза» (англ. Hurricane Elsa) — ранній ураган у карибському морі і п'ятий названий шторм, зареєстрований в атлантичниому океані, перевершивши Тропічний шторм Едуард минулого року. Найсильніший липневий ураган, зареєстрований у Східному Карибському морі з часів Емілі у 2005 р.
Коли Ельза пронеслася повз решту Антильських островів, це завдало значної шкоди островам. У Барбадосі шторм повалив дерева, пошкодив покрівлю, спричинив масові відключення електроенергії та спричинив повені. Ельза викликала багато попереджень для Флориди та решти східного узбережжя, коли вона рухалася до півострова штату. У ніч на День незалежності президент США Джо Байден схвалив надзвичайну декларацію та допомогу від FEMA для Флориди. Щонайменше п'ять осіб загинули через ураган Ельза: один в Венесуелі, три в Карибському басейні і один в Сполучених Штатах, в той час як дев'ять людей пропали безвісти через шторм біля берегів Куби. Шторм завдав широкої шкоди у всіх штатах, особливо на північному сході. Атлантична Канада пережил велику кількість опадів з посттропічного шторму Ельза. Буря завдала збитків на суму понад 875 мільйонів доларів у країнах Карибського басейну та США .
Після свого імені Ельза отримала широку увагу в соціальних мережах через бурю, яка поділилася своїм ім'ям з королевою Ельзою з франшизи Disney's Frozen.